# 클라인 이노베이션

## 브랜드
클라인 이노베이션은 루마니아의 슈퍼카 배기 시스템 제조회사이다. 주력으로 사용하는 소재는 인코넬 625이다. 루마니아인과 영국인 창업자 둘이서 공동으로 창업한 비교적 신생 업체로, 인코넬 특유의 고음을 내는 배기음이 매우 뛰어나다. 북미 지역에서는 포르쉐 전용 배기 시스템으로 유명하지만 아시아 지역에서는 페라리와 맥라렌 전용 제품들이 많이 판매되고 있다. 북미 지역에는 BY Design, Pacific German 등이 활발하게 영업을 하고 있으며, 아시아퍼시픽 지역은 한국의 튜닝파크(클라인 아시아퍼시픽)에서 좋은 성과를 보여주고 있다. 국내에서는 "클라인 인코넬"로 잘 알려져 있다.

## 소재
클라인 이노베이션이 취급하는 재료는 크게 세 가지로, 인코넬 625, 스테인리스 스틸 t304, 카본 파이버 등이다.
인코넬은 주로 F1 레이싱이나 우주항공에서만 사용되던 특수 소재로, 1000도까지 버텨내는 열저항력과 스테인리스 스틸보다 훨씬 높은 강성이 장점이다. 높은 강성은 인코넬 625로 제작된 파이프의 두께를 얇게 뽑아낼 수 있게 하였으며, 이를 통해 인코넬 625 배기 특유의 고음역대 사운드를 연출할 수 있게 되었다. (배기음을 다르게 하는 요소는 엔진, 파이프 구조 그리고 소재가 있다.)
스테인리스 스틸 T304는 가장 일반적인 머플러 제조에 사용되는 재료로, 소재 자체는 지극히 평범하다. 하지만 클라인 이노베이션의 배기 구조가 워낙 뛰어나기 때문에 스테인리스 스틸 소재만으로도 꽤 훌륭한 사운드가 연출된다. 물론, 인코넬 배기만 만들어낼 수 있는 울림을 구현하지는 못한다. 따라서 클라인 제품의 구매를 고려한다면 비싸더라도 인코넬로 하자. (가격이 약 두 배 정도 차이가 난다.)
카본 제품은 주로 머플러 팁인데, 클라인의 레터링 로고가 흰색으로 써있는 제품을 제작한다. 포지드 카본 역시 취급하고 있으니 참고하자.

## 제품 라인
아우디 – R8, RS5, RS7
BMW – F80/82/83 M3/M4
포르쉐 – 996, 997, 991, 992, 987.2, 981, 718
페라리 – F355, F430, 458, 488, 599, F12, 812, FF, GTC4 Lusso
람보르기니 – Gallardo, Huracan, Aventador, Urus
닛산 – GT R
애스턴마틴 – DB, Vantage
맥라렌 – MP4 12C, 650S, 720S, 570S
메르세데스 – S63 AMG, S63 AMG Coupe, AMG GT, G63 AMG

## 참고영상
클라인 이노베이션 트레일러 영상 
페라리 458 이탈리아 인코넬 레이싱 배기 영상 
람보르기니 우라칸 인코넬 레이싱 배기 영상 
포르쉐 991.2 카레라 인코넬 레이싱 배기 영상 